# تنصت عبر الهاتف
التنصت عبر الهاتف (التنصت على الأسلاك أو التنصت على المكالمات الهاتفية) هو مراقبة المحادثات الهاتفية التقليدية أو الاتصالات عبر الإنترنت من قبل طرف ثالث وغالبًا بالوسائل السرية. قبل التطور الإلكتروني كان التنصت على خطوط الهاتف يتم فعليا بمراقبة الأسلاك الكهربائية.
تسمح الأحكام القانونية للسلطة القضائية بالسماح بالتصنت بأشكال مختلفة للسلطات أو وكالات الاستخبارات لأسباب تُقر على النحو المأذون به. بالإضافة إلى هذه الأشكال من المراقبة القانونية، قد يحدث التنصت غير القانوني نتيجة لأفعال سرية وغير مصرح بها.
ولكي يكون التنصت أمرًا قانونيًا، يتطلب إذنًا قضائيًا سابقًا: فهو لا يُمنح إلا عندما يكون من المستحيل اكتشاف النشاط الإجرامي أو التخريبي بوسائل أقل اجتياحية. لتطبيق هذا، غالباً ما تتطلب القوانين أن تستخدم للتحقيق في جريمة أو تهديد معين.